# 红高亮腹蛛
红高亮腹蛛（学名：Hypsosinga sanguinea）为园蛛科高亮腹蛛属的动物。分布于欧洲、北非以及中国大陆的吉林、辽宁、内蒙古、甘肃、新疆、北京、河北、山西、陕西、山东、河南、浙江、湖南、四川等地，多栖息于山区草丛及农田。